# Églises des Hmong

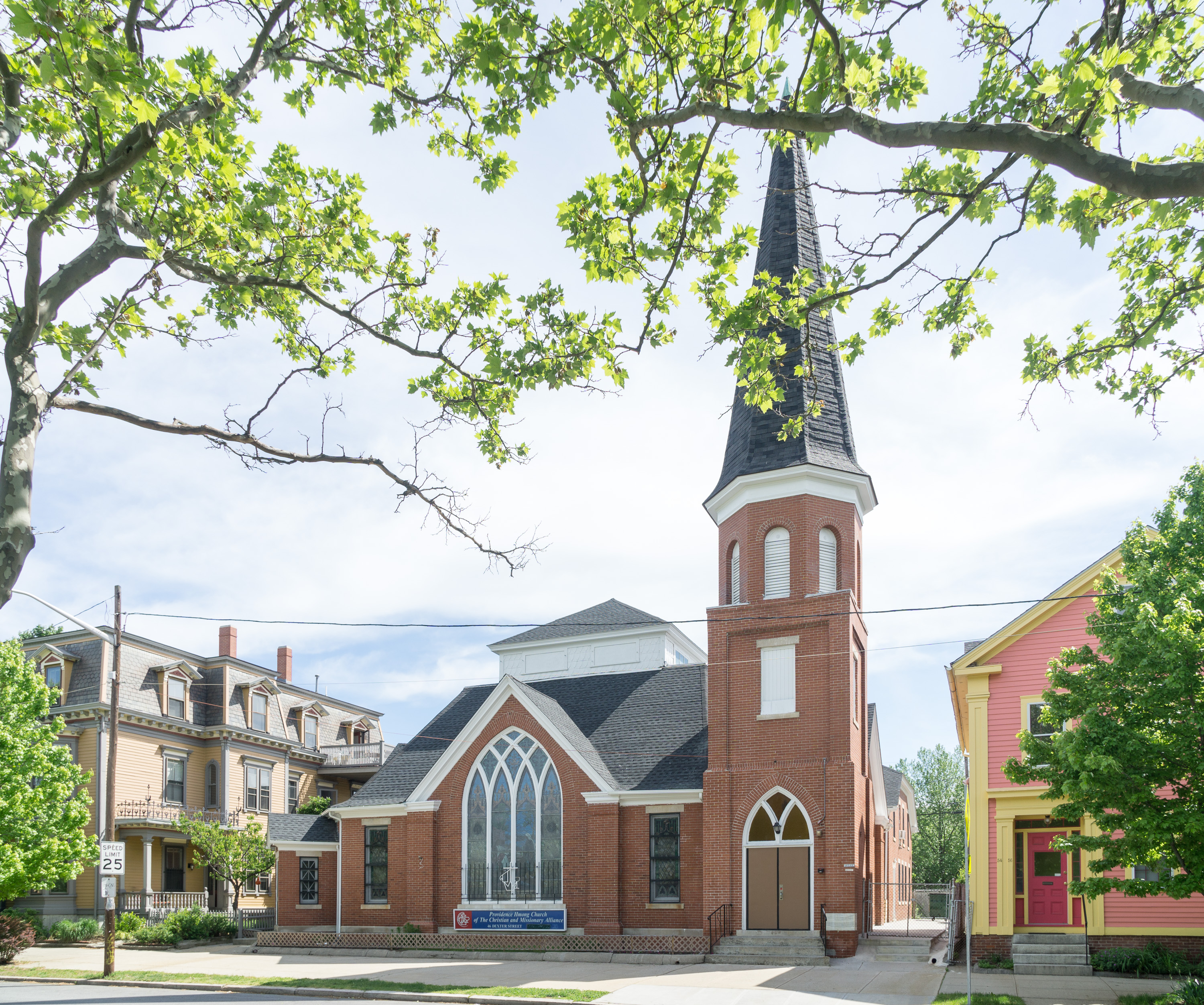
Église Hmong de Providence (Rhode Island) de l'Alliance Chrétienne et Missionnaire.

Les Églises des Hmong sont des églises du groupe ethnique des Hmong, souvent proches des tendances pentecôtistes et charismatiques. Une importante partie des croyants de cette église vit en Chine.

## Source
- Fédération des Églises Chrétiennes Missionnaires Hmong